# Томас Транстремер
То́мас (Ту́мас) Є́ста Транстре́мер (швед. Tomas Gösta Tranströmer; 15 квітня 1931, Стокгольм — 26 березня 2015) — видатний шведський поет, лауреат Нобелівської премії з літератури 2011 року «за стислі та пронизливі образи, які дали читачам свіжий погляд на реальність».
Світова культурна громадськість розглядає Транстремера нарівні з Еммануїлем Сведенборгом, Августом Стріндбергом та Інгмаром Бергманом, як одного з тих, хто виходить за рамки вузько-національного і становить так зване обличчя національного шведського світосприйняття в загальному світовому та інтернаціональному контексті.

## Біографія
Томас Транстремер здобув середню освіту в Південній латинській школі в Стокгольмі і отримав диплом психолога в Стокгольмському університеті в 1956 році. Додатково вивчав історію, релігію і літературу.
За основною професією — лікар-психолог, працював спочатку у в'язниці для неповнолітніх, згодом — з інвалідами, які втратили працездатність унаслідок трудового каліцтва, ув'язненими і наркоманами. Професійний піаніст.

## Творчість
Найвпливовіший скандинавський поет останніх десятиліть.
Почав писати в 13 років. Свій перший збірник віршів «Сімнадцять віршів» (швед. 17 dikter) опублікував у 1954 році. 1993 року видав свою коротку автобіографію «Спогади споглядають на мене» (швед. Minnena ser mig). Інші поети, особливо «політичних» 1970-х, звинуватили Транстремера у відстороненні від власної традиції і політичних процесів. Проте поет працював у межах модерністських, експресіоністських і сюрреалістичних тенденцій в поезії ХХ століття. Його ясні, прості картинки з повсякденного життя і природи показують містичну проникливість універсальних аспектів людського розуму.
На початку 1990-х років був вражений інсультом, від чого у нього відняло праву частину тіла, мову і здатність володіти пером. Але він навчився писати лівою рукою і навіть став виконувати музику для «лівої руки» на фортепіано, часто написану спеціально для нього сучасними західними композиторами.
Томас Транстремер — автор 12 книг віршів і прози. Твори поета перекладено 60 мовами. Його остання робота, збірка віршів «Велика таїна» (швед. Den stora gåtan), була опублікована у 2004 році.
6 жовтня 2011 року Нобелівський комітет оголосив про присудження Нобелівської премії з літератури Томасу Транстремеру.
Окрім того, Транстремер був нагороджений Поетичною премією видавництва Бонніер, Міжнародною премією в галузі літератури (Нойштадт), Премією Петрарки (Німеччина), Золотим вінком Струзьких вечорів поезії, Шведською премією Міжнародного поетичного форуму та ін.
Майже все життя провів у місті Вестерос. Останні роки жив разом із дружиною Монікою в Стокгольмі.

## Книги

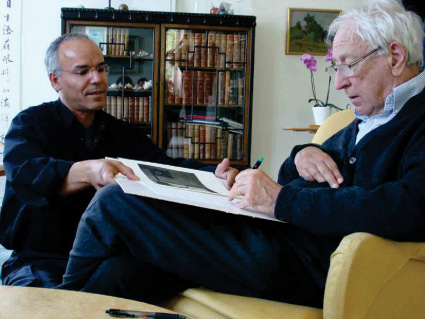
Томас Транстремер (праворуч) та іраксько-шведський художник Модхир Ахмед (березень 2007)

- 17 dikter (1954) — «Сімнадцять віршів»;
- Hemligheter på vägen (1958) — «Тайни на шляху»;
- Den halvfärdiga himlen (1962) — «Незавершене небо»;
- Klanger och spår (1966) — «Звуки й сліди»;
- Mörkerseende (1970) — «Той, хто бачить у темряві»;
- Stigar (1973) — «Стежки»;
- Östersjöar (1974) — «Східні озера»;
- Sanningbarriären (1978) — «Бар'єр істини»;
- Det vilda torget (1983) — «Пустельний майдан»;
- För levande och döda (1989) — «Живим і мертвим»;
- Minnena ser mig (1993) — «Спогади споглядають на мене»;
- Den stora gåtan (2004) — «Велика таїна».[8]

## Переклади українською
| - Дмитро Павличко. Зі шведської поезії. Перлини світової поезії в перекладах Дмитра Павличка [Архівовано 13 червня 2018 у Wayback Machine.] - Тумас Транстремер у перекладі Юлії-Ванди Мусаковської [Архівовано 13 квітня 2015 у Wayback Machine.] - Хайку Транстремера у перекладі Левка Грицюка [Архівовано 24 січня 2022 у Wayback Machine.] | - Сапфічна строфа Тумаса Транстремера [Архівовано 5 березня 2016 у Wayback Machine.] - Алкеєва строфа Тумаса Транстремера [Архівовано 14 червня 2018 у Wayback Machine.] - 20 хайку Тумаса Транстремера [Архівовано 5 березня 2016 у Wayback Machine.] - Хайку Тумаса Транстремера [Архівовано 7 вересня 2017 у Wayback Machine.] |